# Ярък гигант
Ярките гиганти са звезди, намиращи се между гигантите и свръхгигантите. От една страна, тези звезди имат голяма светимост, сравнима с тази на свръхгигантите, но от друга страна нямат достатъчно голяма маса, за да бъдат класифицирани като свръхгиганти. Светимостта на ярките гиганти обикновено е около 650 пъти по-голяма от слънчевата, а масата им обикновено достига няколко пъти слънчевата. Ярките гиганти са обособени като отделен клас през 1943 г.
Според Йеркската спектрална класификация, ярките гиганти имат клас на светимост II, което често предполага средна абсолютна звездна величина от около -2,2m.
Известни ярки гиганти са Канопус, Адара, Расалгети и Саргас.